# Psychotria lasiophthalma
Psychotria lasiophthalma är en måreväxtart som beskrevs av August Heinrich Rudolf Grisebach. Psychotria lasiophthalma ingår i släktet Psychotria och familjen måreväxter. Inga underarter finns listade i Catalogue of Life.